# Luis Armando II de Borbón-Conti
Luis Armando II de Borbón-Conti (Versalles, 10 de noviembre de 1695-París, 4 de mayo de 1727) fue príncipe de Conti, conde de La Marche, conde de Alais, conde de Beaumont-sur-Oise, conde de Pézenas y señor de L'Isle-Adam.

## Biografía
Luis Armando fue hijo del príncipe Francisco Luis de Borbón-Conti y de María Teresa de Borbón-Condé. Fue bautizado recién a los nueve años en la Capilla Real del Palacio de Versalles. Su padrino fue el rey Luis XIV de Francia y su madrina fue María de Módena, esposa del rey de Inglaterra, Jacobo II.

### Primeros años
Jorobado y deforme, afectado por un tic y de aspecto repugnante, era conocido en la corte como el "Mono Verde". Era extravagante, de débil de carácter y de moral viciada. Fue tratado desde pequeño con demasiada displicencia, ya sea por su padre, por el rey o por el duque Felipe II de Orleans, el regente que sucedió a Luis XIV.
Fue nombrado caballero de la Orden del Espíritu Santo en 1711 y también Par de Francia en ese mismo año.
En 1713 se casó (tras una dispensa papal) con su prima hermana, Luisa Isabel de Borbón-Condé, hija del príncipe Luis III de Borbón-Condé (hermano de su madre).
En agosto de 1716, Luis Armando contrajo viruela y su madre y su esposa se ocuparon de su recuperación. 
A pesar de traicionar constantemente a su esposa, era un celoso compulsivo y violento. Su mujer había tomado por amante al marqués de La Fare, un caballero que se convirtió en mariscal y no se preocupó de ocultar la relación extramarital. El marqués de La Fare era hijo del poeta Charles Auguste de La Fare (1644-1712) y muchos contemporáneos dudaron de la paternidad del heredero de Luis Armando, ya que Luis Francisco era un bello joven de excelente salud, sin signos de las deformidades físicas de su padre ni de sus antepasados Borbón-Conti.
Luis Armando golpeaba constantemente a su esposa. En dos oportunidades fue necesario llamar al médico para que atendiera las heridas y contusiones de Luisa Isabel. Ella terminó refugiándose en la casa de su madre y finalmente en un convento, mientras el príncipe de Conti apelaba al Parlamento de París para recuperar a su esposa.

### Carrera militar
Durante la guerra de sucesión española, participó enrolándose en la Armada del Rin, comandada por Claude Louis Hector de Villars, sin mostrar la habilidad de su padre. Participó en el asedio de Landau y fue nombrado mariscal de campo el 12 de julio de 1713.
El 12 de septiembre de 1715 participó en la sesión del Parlamento de París para la apertura del testamento de Luis XIV de Francia, y el 3 de abril de 1717 fue nombrado miembro del Consejo de Regencia y del Consejo de Guerra. Durante ese mismo mes fue nombrado gobernador de Poitou.
Cuando Francia declaró la guerra a España en 1719, Luis Armando fue nombrado lugarteniente general y comandante de la caballería. Sin embargo nada, excepto poner a un príncipe de sangre real en ese puesto, justificó la elección. Las constantes peleas con el Mariscal de Berwick suscitaron un escándalo entre los subordinados y la tropa, por lo que en poco tiempo fue relevado del mando.

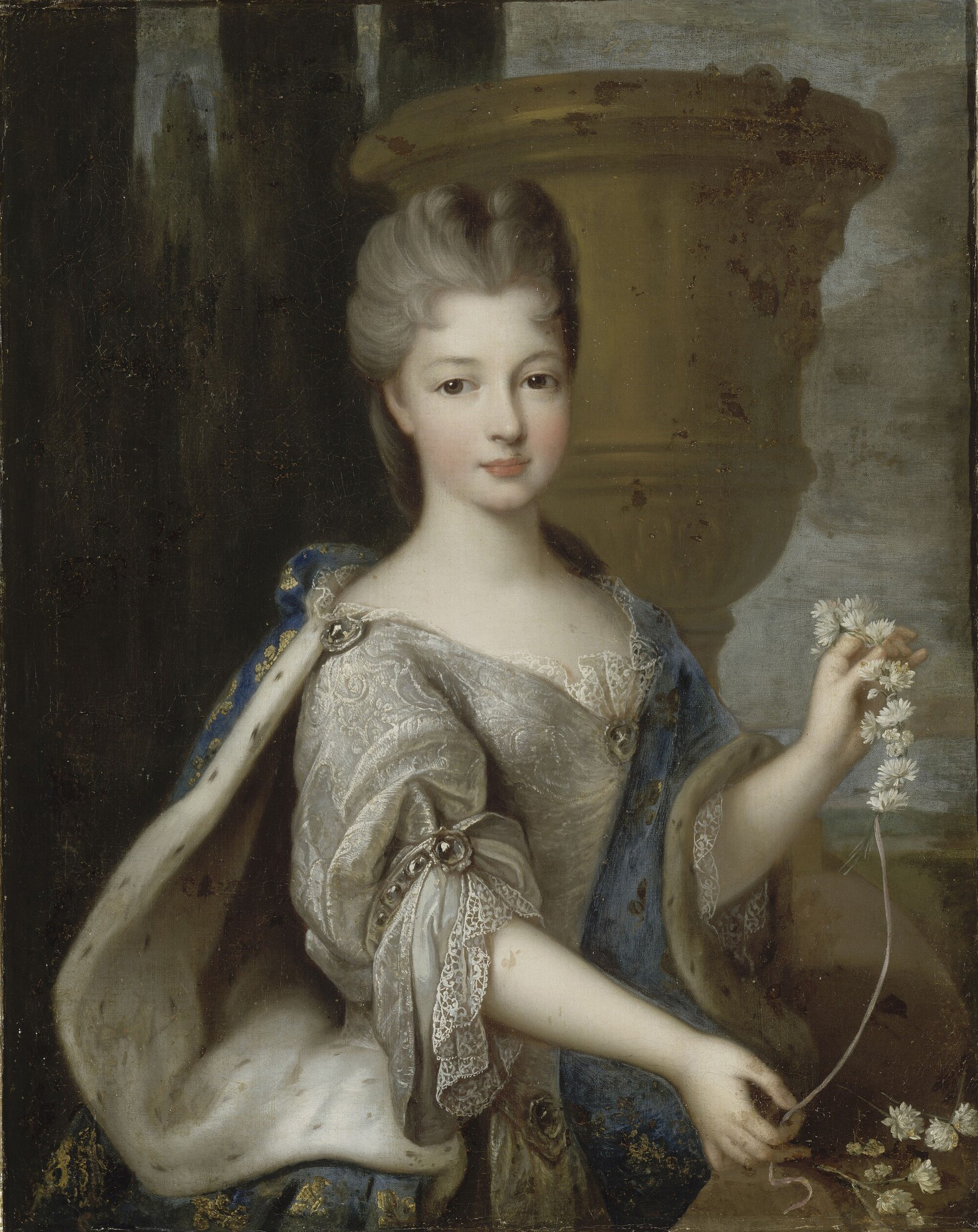
Luisa Isabel, su esposa, por Pierre Gobert.

Al volver a Francia, Luis Armando se enriqueció considerablemente con el Sistema de Law. Tras lograr que su mujer volviera, en 1725, el príncipe quiso recluirla en el Castillo de L'Isle-Adam. Luisa Isabel, a fuerza de seducción y persuasión, lo convenció de dejarla volver a París, pero una enfermedad pulmonar que lo afectaba se agravó y el príncipe murió, tras pedir perdón a su mujer por el daño causado. Tenía 31 años.

## Descendencia
Con Luisa Isabel de Borbón-Condé, Luis Armando tuvo cinco hijos, de los que sólo dos sobrevivieron: 
- Luis (1715-1717), conde de La Marche, murió en la infancia.
- Luis Francisco I (1717-1776), su sucesor.
- Luis Armando (1720-1722), duque de Mercœur, murió en la infancia.
- Carlos (1722-1730), conde de Alais, murió en la infancia.
- Luisa Enriqueta (1726-1759), casada con el duque Luis Felipe I de Orleans.

| Predecesor: Francisco Luis | Príncipe de Conti 9 de febrero de 1709-4 de mayo de 1727 | Sucesor: Luis Francisco I |